# USAC National Championship 1967
USAC National Championship 1967 var ett race som blev en klassisk duell mellan A.J. Foyt och Mario Andretti, där Foyt lyckades bryta Andrettis trend med två raka titlar, och ta hand om mästerskapssegern, trots fem vunna tävlingar mot Andrettis remarkabla åtta vinster.

## Delsegrare
| Bana             | Vinnare         |
| ---------------- | --------------- |
| Phoenix          | Lloyd Ruby      |
| Trenton          | Mario Andretti  |
| Indianapolis 500 | A.J. Foyt       |
| Milwaukee        | Gordon Johncock |
| Langhorne        | Lloyd Ruby      |
| Pikes Peak       | Wes Vandervoort |
| Mosport Park     | Bobby Unser     |
| Mosport Park     | Bobby Unser     |
| Clermont         | Mario Andretti  |
| Langhorne        | Mario Andretti  |
| Mont-Tremblant   | Mario Andretti  |
| Mont-Tremblant   | Mario Andretti  |
| Springfield      | A.J. Foyt       |
| Milwaukee        | Mario Andretti  |
| DuQuoin          | A.J. Foyt       |
| Springfield      | Mario Andretti  |
| Trenton          | A.J. Foyt       |
| Sacramento       | A.J. Foyt       |
| Hanford          | Gordon Johncock |
| Phoenix          | Mario Andretti  |
| Riverside        | Dan Gurney      |

## Slutställning
| Plats | Förare          | Poäng |
| ----- | --------------- | ----- |
| 1     | A.J. Foyt       | 3440  |
| 2     | Mario Andretti  | 3360  |
| 3     | Bobby Unser     | 3020  |
| 4     | Gordon Johncock | 2700  |
| 5     | Al Unser        | 2505  |
| 6     | Lloyd Ruby      | 2080  |
| 7     | Jim McElreath   | 1750  |
| 8     | Roger McKluskey | 1620  |
| 9     | Joe Leonard     | 1575  |
| 10    | Bud Tingelstad  | 965   |
| 11    | Art Pollard     | 655   |
| 12    | Dan Gurney      | 600   |
| 13    | Denny Hulme     | 600   |
| 14    | Arnie Knepper   | 595   |
| 15    | Carl Williams   | 585   |